# Сереброгадолиний
Сереброгадолиний — бинарное неорганическое соединение, интерметаллид
гадолиния и серебра
с формулой AgGd,
кристаллы.

## Получение
- Сплавление стехиометрических количеств чистых веществ:

{\displaystyle {\mathsf {Gd+Ag\ {\xrightarrow {1100^{o}C}}\ AgGd}}}

## Физические свойства
Сереброгадолиний образует кристаллы
кубической сингонии (примитивная решётка), пространственная группа P m3m, параметры ячейки a = 0,3647 нм, Z = 1,
структура типа хлорида цезия CsCl
.
Соединение конгруэнтно плавится при температуре 1100 °C (1104 °C).